# Alicia, Isabela
Alicia là một đô thị hạng 2 ở tỉnh Isabela, Philippines. Theo điều tra dân số năm 2007, đô thị này có dân số 61.447 người trong 11.413 hộ.

## Các đơn vị hành chính
Alicia được chia ra 34 barangay.
| - Amistad - Antonino - Apanay - Aurora - Bagnos - Bagong Sikat - Bantug-Petines - Bonifacio - Burgos - Calaocan - Callao - Dagupan | - Inanama - Linglingay - M.H. del Pilar - Mabini - Magsaysay - Mal-ong - Awag - Pantal - Mataas na Kahoy - Paddad - Rizal - Rizaluna - Salvacion - San Antonio | - San Fernando - San Francisco - San Juan - San Pablo - San Pedro - Santa Cruz - Santa Maria - Santo Domingo - Santo Tomas - Victoria - Zamora |

## Lịch sử
Alicia đã từng là thị xã của Angadanan cho đến khi Angadanan mới được dời địa điểm vào năm 1776 đến vị trí hiện này gần rạch Angadanan. Alicia nổi tiếng với nhà thờ có phong cách kiến trúc Castilia cũ. Angadanan cũ đã được đổi tên năm 1949 để vinh danh phu nhân đương kim tổng thống Elpidio Quirino, bà Dona Alicia Syquia Quirino.